# Босоти (Бреша)
Босоти је насеље у Италији у округу Бреша, региону Ломбардија.
Према процени из 2011. у насељу је живело 53 становника. Насеље се налази на надморској висини од 115 м.